# Eleições presidenciais portuguesas de 2011 no distrito de Portalegre
| Eleições presidenciais portuguesas de 2011 Distritos: Aveiro \| Beja \| Braga \| Bragança \| Castelo Branco \| Coimbra \| Évora \| Faro \| Guarda \| Leiria \| Lisboa \| Portalegre \| Porto \| Santarém \| Setúbal \| Viana do Castelo \| Vila Real \| Viseu \| Açores \| Madeira \| Estrangeiro |

## Resultados por Concelho
Os resultados nos concelhos do Distrito de Portalegre foram os seguintes:

### Alter do Chão
| Candidato               | Candidato               | Votos | %               |
| ----------------------- | ----------------------- | ----- | --------------- |
|                         | Aníbal Cavaco Silva     | 696   | 49,96 / 100,00  |
|                         | Manuel Alegre           | 317   | 22,76 / 100,00  |
|                         | Francisco Lopes         | 221   | 15,87 / 100,00  |
|                         | Fernando Nobre          | 98    | 7,04 / 100,00   |
|                         | José Manuel Coelho      | 43    | 3,09 / 100,00   |
|                         | Defensor Moura          | 18    | 1,29 / 100,00   |
| Votos Inválidos         | Votos Inválidos         | 115   | 7,62 / 100,00   |
| Total                   | Total                   | 1 508 | 100,00 / 100,00 |
| Eleitorado/Participação | Eleitorado/Participação | 3 244 | 46,49 / 100,00  |

| Freguesia     | %     | %     | %     | %    | %    | %    | Votantes |
| Freguesia     | ACS   | MA    | FL    | FN   | JMC  | DM   | Votantes |
| ------------- | ----- | ----- | ----- | ---- | ---- | ---- | -------- |
| Alter do Chão | 55,49 | 20,73 | 10,24 | 8,90 | 3,54 | 1,10 | 899      |
| Chancelaria   | 57,21 | 22,07 | 12,61 | 3,60 | 2,70 | 1,80 | 234      |
| Cunheira      | 38,27 | 35,19 | 14,81 | 6,17 | 4,94 | 0,62 | 177      |
| Seda          | 27,51 | 21,69 | 44,97 | 3,70 | 0    | 2,12 | 198      |
| Alter do Chão | 49,96 | 22,76 | 15,87 | 7,04 | 3,09 | 1,29 | 1 508    |

### Arronches
| Candidato               | Candidato               | Votos | %               |
| ----------------------- | ----------------------- | ----- | --------------- |
|                         | Aníbal Cavaco Silva     | 726   | 55,59 / 100,00  |
|                         | Manuel Alegre           | 321   | 24,58 / 100,00  |
|                         | Francisco Lopes         | 111   | 8,50 / 100,00   |
|                         | Fernando Nobre          | 95    | 7,27 / 100,00   |
|                         | José Manuel Coelho      | 40    | 3,06 / 100,00   |
|                         | Defensor Moura          | 13    | 1,00 / 100,00   |
| Votos Inválidos         | Votos Inválidos         | 53    | 3,90 / 100,00   |
| Total                   | Total                   | 1 359 | 100,00 / 100,00 |
| Eleitorado/Participação | Eleitorado/Participação | 2 863 | 47,47 / 100,00  |

| Freguesia | %     | %     | %     | %     | %    | %    | Votantes |
| Freguesia | ACS   | MA    | FL    | FN    | JMC  | DM   | Votantes |
| --------- | ----- | ----- | ----- | ----- | ---- | ---- | -------- |
| Assunção  | 54,42 | 25,00 | 10,98 | 6,06  | 3,16 | 0,38 | 825      |
| Esperança | 62,46 | 23,46 | 3,81  | 7,04  | 1,76 | 1,47 | 353      |
| Mosteiros | 47,40 | 24,86 | 6,36  | 13,29 | 5,20 | 2,89 | 181      |
| Arronches | 55,59 | 24,58 | 8,50  | 7,27  | 3,06 | 1,00 | 1 359    |

### Avis
| Candidato               | Candidato               | Votos | %               |
| ----------------------- | ----------------------- | ----- | --------------- |
|                         | Francisco Lopes         | 1 013 | 44,16 / 100,00  |
|                         | Aníbal Cavaco Silva     | 556   | 24,24 / 100,00  |
|                         | Manuel Alegre           | 511   | 22,28 / 100,00  |
|                         | Fernando Nobre          | 132   | 5,75 / 100,00   |
|                         | José Manuel Coelho      | 68    | 2,96 / 100,00   |
|                         | Defensor Moura          | 14    | 0,61 / 100,00   |
| Votos Inválidos         | Votos Inválidos         | 85    | 3,58 / 100,00   |
| Total                   | Total                   | 2 379 | 100,00 / 100,00 |
| Eleitorado/Participação | Eleitorado/Participação | 3 978 | 59,80 / 100,00  |

| Freguesia         | %     | %     | %     | %    | %    | %    | Votantes |
| Freguesia         | FL    | ACS   | MA    | FN   | JMC  | DM   | Votantes |
| ----------------- | ----- | ----- | ----- | ---- | ---- | ---- | -------- |
| Alcôrrego         | 72,61 | 7,39  | 15,22 | 2,17 | 2,17 | 0,43 | 238      |
| Aldeia Velha      | 52,35 | 22,35 | 14,71 | 5,88 | 4,71 | 0    | 182      |
| Avis              | 40,54 | 26,05 | 22,66 | 7,13 | 3,04 | 0,58 | 890      |
| Benavila          | 43,68 | 22,63 | 26,05 | 5,00 | 1,84 | 0,79 | 399      |
| Ervedal           | 38,02 | 29,07 | 24,60 | 6,71 | 1,28 | 0,32 | 320      |
| Figueira e Barros | 32,30 | 25,47 | 29,81 | 3,73 | 6,83 | 1,86 | 163      |
| Maranhão          | 55,56 | 27,78 | 5,56  | 5,56 | 0    | 5,56 | 18       |
| Valongo           | 37,95 | 33,13 | 19,28 | 5,42 | 4,22 | 0    | 169      |
| Avis              | 44,16 | 24,24 | 22,28 | 5,75 | 2,96 | 0,61 | 2 379    |

### Campo Maior
| Candidato               | Candidato               | Votos | %               |
| ----------------------- | ----------------------- | ----- | --------------- |
|                         | Manuel Alegre           | 1 004 | 34,76 / 100,00  |
|                         | Aníbal Cavaco Silva     | 873   | 30,23 / 100,00  |
|                         | Francisco Lopes         | 570   | 19,74 / 100,00  |
|                         | Fernando Nobre          | 324   | 11,22 / 100,00  |
|                         | José Manuel Coelho      | 89    | 3,08 / 100,00   |
|                         | Defensor Moura          | 28    | 0,97 / 100,00   |
| Votos Inválidos         | Votos Inválidos         | 212   | 6,84 / 100,00   |
| Total                   | Total                   | 3 100 | 100,00 / 100,00 |
| Eleitorado/Participação | Eleitorado/Participação | 7 606 | 40,76 / 100,00  |

| Freguesia                            | %     | %     | %     | %     | %    | %    | Votantes |
| Freguesia                            | MA    | ACS   | FL    | FN    | JMC  | DM   | Votantes |
| ------------------------------------ | ----- | ----- | ----- | ----- | ---- | ---- | -------- |
| Nossa Senhora da Expectação          | 34,56 | 33,49 | 17,05 | 10,37 | 3,61 | 0,92 | 1 404    |
| Nossa Senhora da Graça dos Degolados | 32,92 | 27,57 | 27,16 | 9,88  | 1,65 | 0,82 | 266      |
| São João Batista                     | 35,29 | 27,55 | 21,00 | 12,29 | 2,83 | 1,04 | 1 430    |
| Campo Maior                          | 34,76 | 30,23 | 19,74 | 11,22 | 3,08 | 0,97 | 3 100    |

### Castelo de Vide
| Candidato               | Candidato               | Votos | %               |
| ----------------------- | ----------------------- | ----- | --------------- |
|                         | Aníbal Cavaco Silva     | 724   | 49,12 / 100,00  |
|                         | Manuel Alegre           | 390   | 26,53 / 100,00  |
|                         | Fernando Nobre          | 177   | 12,04 / 100,00  |
|                         | Francisco Lopes         | 101   | 6,87 / 100,00   |
|                         | José Manuel Coelho      | 57    | 3,88 / 100,00   |
|                         | Defensor Moura          | 21    | 1,43 / 100,00   |
| Votos Inválidos         | Votos Inválidos         | 77    | 4,98 / 100,00   |
| Total                   | Total                   | 1 547 | 100,00 / 100,00 |
| Eleitorado/Participação | Eleitorado/Participação | 3 060 | 50,56 / 100,00  |

| Freguesia                                | %     | %     | %     | %    | %    | %    | Votantes |
| Freguesia                                | ACS   | MA    | FN    | FL   | JMC  | DM   | Votantes |
| ---------------------------------------- | ----- | ----- | ----- | ---- | ---- | ---- | -------- |
| Nossa Senhora da Graça de Póvoa e Meadas | 34,96 | 41,73 | 11,65 | 6,77 | 3,38 | 1,50 | 277      |
| Santa Maria da Devesa                    | 51,75 | 21,29 | 14,02 | 6,87 | 4,58 | 1,48 | 781      |
| Santiago Maior                           | 65,73 | 18,88 | 5,59  | 7,69 | 2,10 | 0    | 146      |
| São João Baptista                        | 47,96 | 29,47 | 10,66 | 6,58 | 3,45 | 1,88 | 343      |
| Castelo de Vide                          | 49,12 | 26,53 | 12,04 | 6,87 | 3,88 | 1,43 | 1 547    |

### Crato
| Candidato               | Candidato               | Votos | %               |
| ----------------------- | ----------------------- | ----- | --------------- |
|                         | Aníbal Cavaco Silva     | 794   | 46,65 / 100,00  |
|                         | Manuel Alegre           | 417   | 24,50 / 100,00  |
|                         | Francisco Lopes         | 241   | 14,16 / 100,00  |
|                         | Fernando Nobre          | 164   | 9,64 / 100,00   |
|                         | José Manuel Coelho      | 64    | 3,76 / 100,00   |
|                         | Defensor Moura          | 22    | 1,29 / 100,00   |
| Votos Inválidos         | Votos Inválidos         | 88    | 4,91 / 100,00   |
| Total                   | Total                   | 1 790 | 100,00 / 100,00 |
| Eleitorado/Participação | Eleitorado/Participação | 3 565 | 50,21 / 100,00  |

| Freguesia        | %     | %     | %     | %     | %    | %    | Votantes |
| Freguesia        | ACS   | MA    | FL    | FN    | JMC  | DM   | Votantes |
| ---------------- | ----- | ----- | ----- | ----- | ---- | ---- | -------- |
| Aldeia da Mata   | 48,29 | 28,78 | 14,63 | 5,85  | 0,98 | 1,46 | 214      |
| Crato e Mártires | 47,07 | 22,43 | 13,05 | 12,61 | 3,67 | 1,17 | 724      |
| Flor da Rosa     | 55,04 | 15,50 | 7,75  | 11,63 | 8,53 | 1,55 | 143      |
| Gáfete           | 43,72 | 28,14 | 12,56 | 8,04  | 5,78 | 1,76 | 409      |
| Monte da Pedra   | 43,87 | 28,39 | 18,06 | 9,03  | 0    | 0,65 | 160      |
| Vale do Peso     | 45,86 | 21,80 | 25,56 | 3,76  | 2,26 | 0,75 | 140      |
| Crato            | 46,65 | 24,50 | 14,16 | 9,64  | 3,76 | 1,29 | 1 790    |

### Elvas
| Candidato               | Candidato               | Votos  | %               |
| ----------------------- | ----------------------- | ------ | --------------- |
|                         | Aníbal Cavaco Silva     | 3 364  | 49,37 / 100,00  |
|                         | Manuel Alegre           | 1 830  | 26,86 / 100,00  |
|                         | Fernando Nobre          | 796    | 11,68 / 100,00  |
|                         | Francisco Lopes         | 492    | 7,22 / 100,00   |
|                         | José Manuel Coelho      | 254    | 3,73 / 100,00   |
|                         | Defensor Moura          | 78     | 1,14 / 100,00   |
| Votos Inválidos         | Votos Inválidos         | 512    | 6,98 / 100,00   |
| Total                   | Total                   | 7 326  | 100,00 / 100,00 |
| Eleitorado/Participação | Eleitorado/Participação | 20 226 | 36,22 / 100,00  |

| Freguesia                         | %     | %     | %     | %     | %    | %    | Votantes |
| Freguesia                         | ACS   | MA    | FN    | FL    | JMC  | DM   | Votantes |
| --------------------------------- | ----- | ----- | ----- | ----- | ---- | ---- | -------- |
| Ajuda, Salvador e Santo Ildefonso | 47,65 | 33,89 | 11,41 | 4,70  | 1,68 | 0,67 | 310      |
| Alcáçova                          | 47,45 | 31,75 | 10,40 | 7,12  | 2,55 | 0,73 | 595      |
| Assunção                          | 59,15 | 19,59 | 12,68 | 4,19  | 3,54 | 0,85 | 2 646    |
| Barbacena                         | 49,61 | 28,13 | 12,89 | 5,86  | 3,13 | 0,39 | 266      |
| Caia e São Pedro                  | 41,78 | 32,11 | 13,64 | 6,67  | 4,06 | 1,74 | 1 137    |
| Santa Eulália                     | 43,42 | 36,13 | 7,56  | 10,36 | 1,40 | 1,12 | 377      |
| São Brás e São Lourenço           | 48,48 | 24,75 | 11,76 | 9,13  | 3,65 | 2,23 | 527      |
| São Vicente e Ventosa             | 33,98 | 41,31 | 11,58 | 10,42 | 2,70 | 0    | 269      |
| Terrugem                          | 39,29 | 27,82 | 11,65 | 13,53 | 6,20 | 1,50 | 589      |
| Vila Boim                         | 40,90 | 30,34 | 8,99  | 10,79 | 7,64 | 1,35 | 471      |
| Vila Fernando                     | 56,82 | 21,21 | 15,15 | 3,79  | 0,76 | 2,27 | 139      |
| Elvas                             | 49,37 | 26,86 | 11,68 | 7,22  | 3,73 | 1,14 | 7 326    |

### Fronteira
| Candidato               | Candidato               | Votos | %               |
| ----------------------- | ----------------------- | ----- | --------------- |
|                         | Aníbal Cavaco Silva     | 719   | 46,15 / 100,00  |
|                         | Manuel Alegre           | 442   | 28,37 / 100,00  |
|                         | Francisco Lopes         | 182   | 11,68 / 100,00  |
|                         | Fernando Nobre          | 157   | 10,08 / 100,00  |
|                         | José Manuel Coelho      | 39    | 2,50 / 100,00   |
|                         | Defensor Moura          | 19    | 1,22 / 100,00   |
| Votos Inválidos         | Votos Inválidos         | 84    | 5,12 / 100,00   |
| Total                   | Total                   | 1 642 | 100,00 / 100,00 |
| Eleitorado/Participação | Eleitorado/Participação | 3 130 | 52,46 / 100,00  |

| Freguesia      | %     | %     | %     | %     | %    | %    | Votantes |
| Freguesia      | ACS   | MA    | FL    | FN    | JMC  | DM   | Votantes |
| -------------- | ----- | ----- | ----- | ----- | ---- | ---- | -------- |
| Cabeço de Vide | 38,90 | 29,01 | 17,14 | 9,45  | 4,18 | 1,32 | 473      |
| Fronteira      | 49,95 | 27,16 | 8,00  | 11,50 | 2,19 | 1,20 | 973      |
| São Saturnino  | 45,26 | 32,63 | 16,32 | 4,74  | 0    | 1,05 | 196      |
| Fronteira      | 46,15 | 28,37 | 11,68 | 10,08 | 2,50 | 1,22 | 1 642    |

### Gavião
| Candidato               | Candidato               | Votos | %               |
| ----------------------- | ----------------------- | ----- | --------------- |
|                         | Aníbal Cavaco Silva     | 733   | 36,23 / 100,00  |
|                         | Manuel Alegre           | 723   | 35,74 / 100,00  |
|                         | Fernando Nobre          | 236   | 11,67 / 100,00  |
|                         | Francisco Lopes         | 234   | 11,57 / 100,00  |
|                         | José Manuel Coelho      | 67    | 3,31 / 100,00   |
|                         | Defensor Moura          | 30    | 1,48 / 100,00   |
| Votos Inválidos         | Votos Inválidos         | 87    | 4,12 / 100,00   |
| Total                   | Total                   | 2 110 | 100,00 / 100,00 |
| Eleitorado/Participação | Eleitorado/Participação | 4 039 | 52,24 / 100,00  |

| Freguesia | %     | %     | %     | %     | %    | %    | Votantes |
| Freguesia | ACS   | MA    | FN    | FL    | JMC  | DM   | Votantes |
| --------- | ----- | ----- | ----- | ----- | ---- | ---- | -------- |
| Atalaia   | 29,67 | 31,87 | 10,99 | 17,58 | 6,59 | 3,30 | 94       |
| Belver    | 27,32 | 53,41 | 7,32  | 9,76  | 1,46 | 0,73 | 427      |
| Comenda   | 32,24 | 31,36 | 12,72 | 18,42 | 3,73 | 1,54 | 467      |
| Gavião    | 44,94 | 27,05 | 14,42 | 7,63  | 4,58 | 1,39 | 755      |
| Margem    | 35,65 | 39,71 | 9,86  | 11,30 | 1,45 | 2,03 | 367      |
| Gavião    | 36,23 | 35,74 | 11,67 | 11,57 | 3,31 | 1,48 | 2 110    |

### Marvão
| Candidato               | Candidato               | Votos | %               |
| ----------------------- | ----------------------- | ----- | --------------- |
|                         | Aníbal Cavaco Silva     | 812   | 58,33 / 100,00  |
|                         | Manuel Alegre           | 279   | 20,04 / 100,00  |
|                         | Fernando Nobre          | 169   | 12,14 / 100,00  |
|                         | Francisco Lopes         | 58    | 4,17 / 100,00   |
|                         | José Manuel Coelho      | 50    | 3,59 / 100,00   |
|                         | Defensor Moura          | 24    | 1,72 / 100,00   |
| Votos Inválidos         | Votos Inválidos         | 83    | 5,62 / 100,00   |
| Total                   | Total                   | 1 475 | 100,00 / 100,00 |
| Eleitorado/Participação | Eleitorado/Participação | 3 223 | 45,76 / 100,00  |

| Freguesia                | %     | %     | %     | %    | %    | %    | Votantes |
| Freguesia                | ACS   | MA    | FN    | FL   | JMC  | DM   | Votantes |
| ------------------------ | ----- | ----- | ----- | ---- | ---- | ---- | -------- |
| Beirã                    | 57,24 | 24,83 | 8,97  | 4,14 | 4,14 | 0,69 | 155      |
| Santa Maria de Marvão    | 60,57 | 16,57 | 12,57 | 2,86 | 5,14 | 2,29 | 189      |
| Santo António das Areias | 54,60 | 23,77 | 12,63 | 3,64 | 1,93 | 3,43 | 500      |
| São Salvador da Aramenha | 60,83 | 17,02 | 12,40 | 4,96 | 4,30 | 0,50 | 631      |
| Marvão                   | 58,33 | 20,04 | 12,14 | 4,17 | 3,59 | 1,72 | 1 475    |

### Monforte
| Candidato               | Candidato               | Votos | %               |
| ----------------------- | ----------------------- | ----- | --------------- |
|                         | Aníbal Cavaco Silva     | 556   | 43,23 / 100,00  |
|                         | Manuel Alegre           | 342   | 26,59 / 100,00  |
|                         | Francisco Lopes         | 192   | 14,93 / 100,00  |
|                         | Fernando Nobre          | 116   | 9,02 / 100,00   |
|                         | José Manuel Coelho      | 65    | 5,05 / 100,00   |
|                         | Defensor Moura          | 15    | 1,17 / 100,00   |
| Votos Inválidos         | Votos Inválidos         | 47    | 3,53 / 100,00   |
| Total                   | Total                   | 1 333 | 100,00 / 100,00 |
| Eleitorado/Participação | Eleitorado/Participação | 2 936 | 45,40 / 100,00  |

| Freguesia    | %     | %     | %     | %     | %    | %    | Votantes |
| Freguesia    | ACS   | MA    | FL    | FN    | JMC  | DM   | Votantes |
| ------------ | ----- | ----- | ----- | ----- | ---- | ---- | -------- |
| Assumar      | 39,21 | 22,03 | 29,52 | 7,49  | 1,32 | 0,44 | 237      |
| Monforte     | 49,73 | 25,96 | 10,97 | 8,96  | 3,47 | 0,91 | 563      |
| Santo Aleixo | 37,20 | 32,00 | 8,40  | 10,80 | 9,60 | 2,00 | 260      |
| Vaiamonte    | 38,93 | 26,72 | 16,79 | 8,78  | 7,25 | 1,53 | 273      |
| Monforte     | 43,23 | 26,59 | 14,93 | 9,02  | 5,05 | 1,17 | 1 333    |

### Nisa
| Candidato               | Candidato               | Votos | %               |
| ----------------------- | ----------------------- | ----- | --------------- |
|                         | Aníbal Cavaco Silva     | 1 533 | 45,84 / 100,00  |
|                         | Manuel Alegre           | 964   | 28,83 / 100,00  |
|                         | Fernando Nobre          | 350   | 10,47 / 100,00  |
|                         | Francisco Lopes         | 310   | 9,27 / 100,00   |
|                         | José Manuel Coelho      | 151   | 4,52 / 100,00   |
|                         | Defensor Moura          | 36    | 1,08 / 100,00   |
| Votos Inválidos         | Votos Inválidos         | 188   | 5,33 / 100,00   |
| Total                   | Total                   | 3 532 | 100,00 / 100,00 |
| Eleitorado/Participação | Eleitorado/Participação | 7 192 | 49,11 / 100,00  |

| Freguesia              | %     | %     | %     | %     | %    | %    | Votantes |
| Freguesia              | ACS   | MA    | FN    | FL    | JMC  | DM   | Votantes |
| ---------------------- | ----- | ----- | ----- | ----- | ---- | ---- | -------- |
| Alpalhão               | 59,71 | 22,34 | 8,79  | 5,31  | 3,30 | 0,55 | 570      |
| Amieira do Tejo        | 40,50 | 30,58 | 9,92  | 10,74 | 4,13 | 4,13 | 130      |
| Arez                   | 48,80 | 36,60 | 7,20  | 7,20  | 3,20 | 0    | 126      |
| Espírito Santo         | 47,64 | 26,62 | 13,76 | 6,62  | 4,33 | 1,02 | 852      |
| Montalvão              | 33,65 | 37,98 | 8,17  | 10,58 | 8,17 | 1,44 | 210      |
| Nossa Senhora da Graça | 43,20 | 22,96 | 16,16 | 10,88 | 5,61 | 1,19 | 618      |
| Santana                | 28,86 | 40,24 | 6,50  | 20,33 | 2,03 | 2,03 | 260      |
| São Matias             | 56,17 | 24,69 | 3,70  | 11,11 | 3,09 | 1,23 | 169      |
| São Simão              | 33,33 | 39,29 | 3,57  | 20,24 | 3,57 | 0    | 89       |
| Tolosa                 | 43,63 | 35,07 | 7,52  | 7,52  | 5,64 | 0,63 | 508      |
| Nisa                   | 45,84 | 28,83 | 10,47 | 9,27  | 4,52 | 1,08 | 3 532    |

### Ponte de Sôr
| Candidato               | Candidato               | Votos  | %               |
| ----------------------- | ----------------------- | ------ | --------------- |
|                         | Aníbal Cavaco Silva     | 2 354  | 36,79 / 100,00  |
|                         | Manuel Alegre           | 1 642  | 25,66 / 100,00  |
|                         | Francisco Lopes         | 1 275  | 19,93 / 100,00  |
|                         | Fernando Nobre          | 793    | 12,39 / 100,00  |
|                         | José Manuel Coelho      | 243    | 3,80 / 100,00   |
|                         | Defensor Moura          | 91     | 1,42 / 100,00   |
| Votos Inválidos         | Votos Inválidos         | 379    | 5,60 / 100,00   |
| Total                   | Total                   | 6 777  | 100,00 / 100,00 |
| Eleitorado/Participação | Eleitorado/Participação | 15 244 | 44,46 / 100,00  |

| Freguesia      | %     | %     | %     | %     | %    | %    | Votantes |
| Freguesia      | ACS   | MA    | FL    | FN    | JMC  | DM   | Votantes |
| -------------- | ----- | ----- | ----- | ----- | ---- | ---- | -------- |
| Foros de Arrão | 21,67 | 22,45 | 41,78 | 8,88  | 3,66 | 1,57 | 399      |
| Galveias       | 41,21 | 21,41 | 22,63 | 9,29  | 3,84 | 1,62 | 515      |
| Longomel       | 24,80 | 40,63 | 17,38 | 9,57  | 5,27 | 2,34 | 527      |
| Montargil      | 36,20 | 20,55 | 34,25 | 5,42  | 2,45 | 1,12 | 1 030    |
| Ponte de Sor   | 41,70 | 24,66 | 11,81 | 16,30 | 4,10 | 1,42 | 3 332    |
| Tramaga        | 24,42 | 36,96 | 20,13 | 12,71 | 4,46 | 1,32 | 638      |
| Vale de Açor   | 44,79 | 16,26 | 27,91 | 8,90  | 1,53 | 0,61 | 336      |
| Ponte de Sor   | 36,79 | 25,66 | 19,93 | 12,39 | 3,80 | 1,42 | 6 777    |

### Portalegre
| Candidato               | Candidato               | Votos  | %               |
| ----------------------- | ----------------------- | ------ | --------------- |
|                         | Aníbal Cavaco Silva     | 4 930  | 51,34 / 100,00  |
|                         | Manuel Alegre           | 2 374  | 24,72 / 100,00  |
|                         | Fernando Nobre          | 1 261  | 13,13 / 100,00  |
|                         | Francisco Lopes         | 564    | 5,87 / 100,00   |
|                         | José Manuel Coelho      | 361    | 3,76 / 100,00   |
|                         | Defensor Moura          | 112    | 1,17 / 100,00   |
| Votos Inválidos         | Votos Inválidos         | 702    | 6,81 / 100,00   |
| Total                   | Total                   | 10 304 | 100,00 / 100,00 |
| Eleitorado/Participação | Eleitorado/Participação | 22 041 | 46,75 / 100,00  |

| Freguesia       | %     | %     | %     | %     | %    | %    | Votantes |
| Freguesia       | ACS   | MA    | FN    | FL    | JMC  | DM   | Votantes |
| --------------- | ----- | ----- | ----- | ----- | ---- | ---- | -------- |
| Alagoa          | 64,44 | 22,22 | 8,52  | 1,48  | 2,22 | 1,11 | 298      |
| Alegrete        | 63,28 | 22,26 | 6,84  | 2,86  | 3,50 | 1,27 | 660      |
| Carreiras       | 62,27 | 17,95 | 12,82 | 2,20  | 2,93 | 1,83 | 299      |
| Fortios         | 42,90 | 29,14 | 11,86 | 10,83 | 3,95 | 1,32 | 730      |
| Reguengo        | 62,01 | 21,51 | 9,32  | 3,94  | 2,15 | 1,08 | 297      |
| Ribeira de Nisa | 53,60 | 23,48 | 13,12 | 2,22  | 5,91 | 1,66 | 579      |
| São Julião      | 76,50 | 14,75 | 3,83  | 2,19  | 1,09 | 1,64 | 190      |
| São Lourenço    | 56,96 | 17,76 | 15,80 | 5,03  | 3,25 | 1,20 | 2 410    |
| Sé              | 44,31 | 29,25 | 14,35 | 7,27  | 3,83 | 0,98 | 3 951    |
| Urra            | 46,60 | 28,96 | 11,32 | 6,67  | 5,36 | 1,07 | 890      |
| Portalegre      | 51,34 | 24,72 | 13,13 | 5,87  | 3,76 | 1,17 | 10 304   |

### Sousel
| Candidato               | Candidato               | Votos | %               |
| ----------------------- | ----------------------- | ----- | --------------- |
|                         | Aníbal Cavaco Silva     | 990   | 47,39 / 100,00  |
|                         | Manuel Alegre           | 482   | 23,07 / 100,00  |
|                         | Francisco Lopes         | 331   | 15,84 / 100,00  |
|                         | Fernando Nobre          | 194   | 9,29 / 100,00   |
|                         | José Manuel Coelho      | 76    | 3,64 / 100,00   |
|                         | Defensor Moura          | 16    | 0,77 / 100,00   |
| Votos Inválidos         | Votos Inválidos         | 134   | 6,02 / 100,00   |
| Total                   | Total                   | 2 223 | 100,00 / 100,00 |
| Eleitorado/Participação | Eleitorado/Participação | 4 585 | 48,48 / 100,00  |

| Freguesia   | %     | %     | %     | %     | %    | %    | Votantes |
| Freguesia   | ACS   | MA    | FL    | FN    | JMC  | DM   | Votantes |
| ----------- | ----- | ----- | ----- | ----- | ---- | ---- | -------- |
| Cano        | 51,39 | 25,30 | 9,96  | 9,16  | 2,99 | 1,20 | 534      |
| Casa Branca | 41,46 | 21,34 | 24,39 | 7,52  | 4,27 | 1,02 | 523      |
| Santo Amaro | 42,94 | 33,74 | 11,66 | 8,59  | 2,76 | 0,31 | 341      |
| Sousel      | 50,46 | 18,21 | 15,99 | 10,79 | 4,03 | 0,52 | 825      |
| Sousel      | 47,39 | 23,07 | 15,84 | 9,29  | 3,64 | 0,77 | 2 223    |